# خرچنگ عنکبوتی ژاپنی
خرچنگ عنکبوتی ژاپنی یا Macrocheira kaempferi گونه‌ای خرچنگ دریایی بومی آب‌های اطراف ژاپن است که بیشتر در عمق ۵۰ تا ۳۰۰ متری اقیانوس زندگی می‌کند. طول پاهای آن می‌تواند به 5.5 متر، پهنای بدنش به 40 سانتی‌متر و وزنش به بیش از ۱۸ کیلوگرم برسد. احتمالاً بزرگ‌ترین گونهٔ شناخته‌شده از شاخه بندپایان است.

شرح
در شاخه بندپایان، خرچنگ عنکبوتی ژاپنی ، با فاصله ۳٫۸ متر از نوک پا ،تا نوک پا ، دارای بزرگترین  دامنه گستردگی  پاها  است. وزن این نوع خرچنگ به ۱۹ کیلوگرم نیز میرسد. اندازه بدن این جانور ، در بزگترین قطر میتواند به ۳۸ سانتیمتر برسد.
خرچنگ عنکبوتی ژاپنی ، دارای ۸  پا و ۲ بازوی چنگدار است . از چنگها برای گرفتن و به دهان بردن استفاده میکند.  حد اکثر طول هر بازوی دارای چنگ ، میتواند به  ۱٫۵ متر برسد.
خرچنگ عنکبوتی ژاپنی با دیگر انواع  گونه خرچنگها تفاوت دارد. زیرا در جنس نر این نوع خرچنگ ، اولین شناپا (شنابران)  تاب  خورده است. در ضمن در این نوع خرچنگ برخلاف دیگر انواع، لاروها هنگام تولد رشد یافته نیستند.
خرچنگ عنکبوتی ژاپنی بدنی به رنگ  نارنجی دارد و روی پاهای جانور لکه های سفیدی به چشم میخورند.
بر خلاف ظاهر وحشتناک، این خرچنگ نسبت به دیگران محتاط است.

آن‌ها از نرم‌تنان صدف‌دار و جانوران مرده کف اقیانوس تغذیه می‌کنند.

## نگارخانه

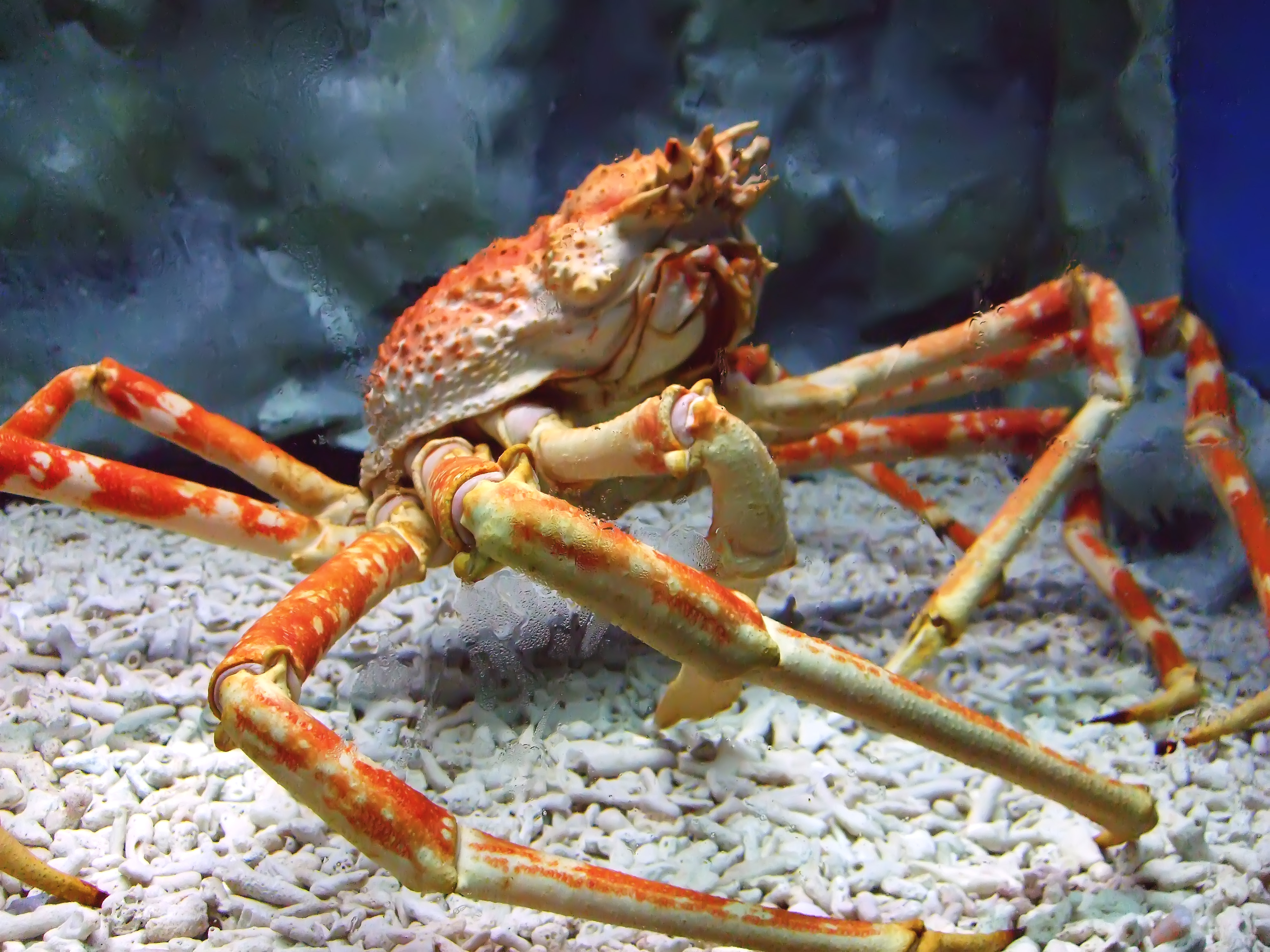
خرچنگ عنکبوتی ژاپنی در پارک اقیانوسی مانیل
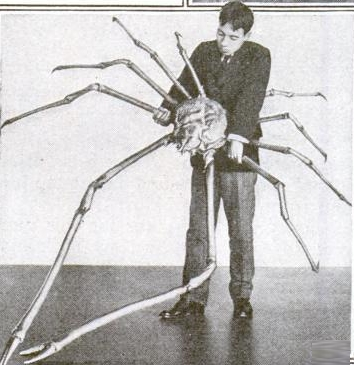
یک نمونه خرچنگ عنکبوتی ژاپنی نر
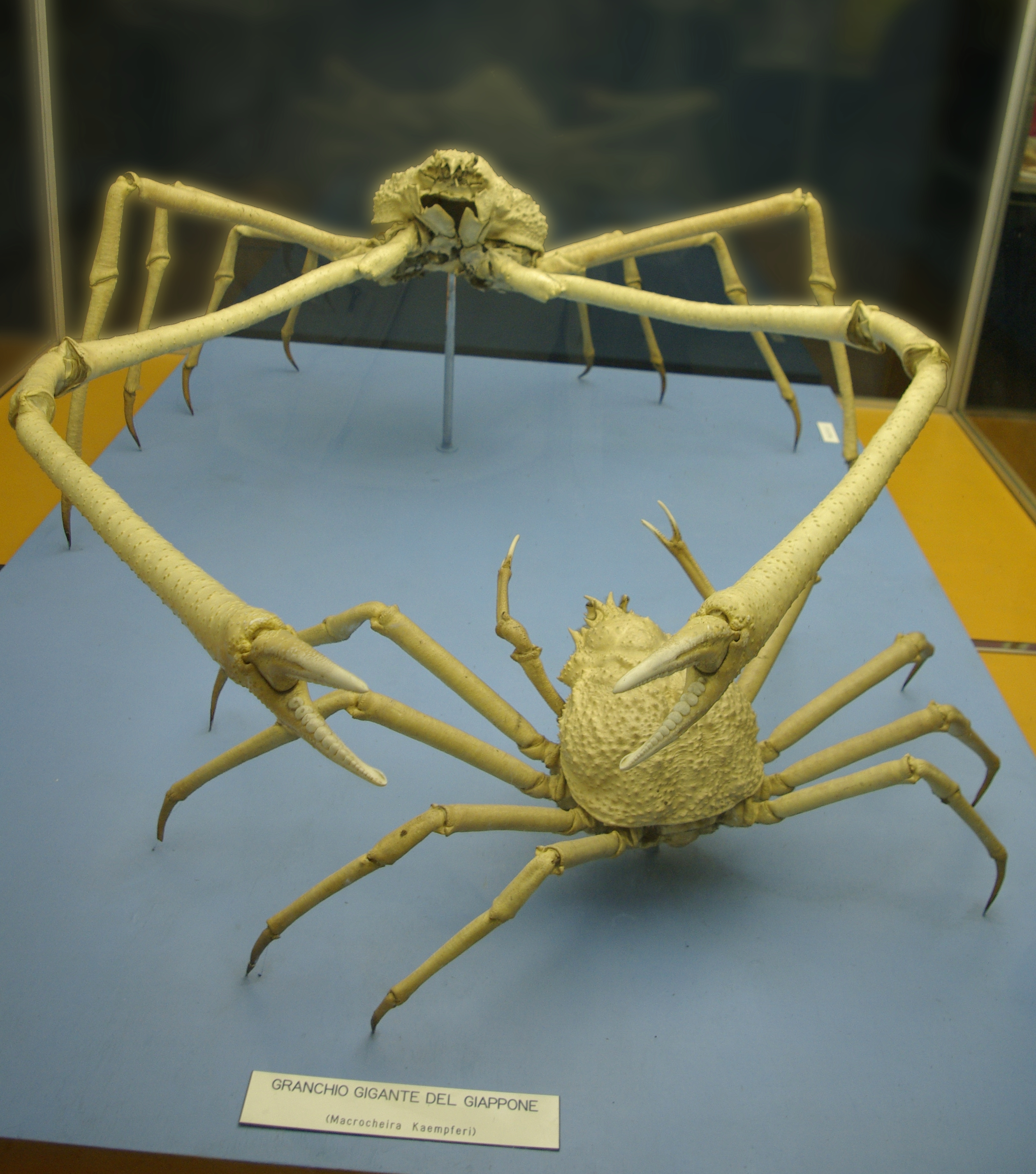